# Simone Buonaccorsi
Simone Buonaccorsi (Macerata, 17 de novembro de 1708 - Roma, 27 de abril de 1776) foi um cardeal do século XVIII

## Biografia
Nasceu em Macerata em 17 de novembro de 1708. De uma família nobre e rica da casa dos Montesanto. Quarto dos dezoito filhos do Conde Raimondo Buonaccorsi e Francesca Bussi, de uma nobre família romana. Os outros irmãos eram Lucrezia; Mariana; Bonacorso VII; Próspero, cônego da basílica patriarcal de Latrão; Giuseppe, pároco de S. Filippo Neri em Vallicella; duas meninas que morreram na infância; seis meninas que se tornaram freiras nos conventos de S. Caterina e Chiara em Macerata; três meninos que se tornaram cavaleiros de Malta; e Giulio, que morreu aos onze anos. Sobrinho-neto do cardeal Buonaccorso Buonaccorsi (1669). Tio-avô do cardeal Gaspare Bernardo Pianetti (1839). Seu primeiro nome também está listado como Simeone; e seu sobrenome como Bonaccorsi; e como Bonaccursius.
Educado em Macerata por eruditos tutores eclesiásticos, cedidos por seus pais, que o instruíram na prática da piedade cristã e das letras humanas; mais tarde, aplicou-se, sob a direção de excelentes especialistas, ao estudo das grandes ciências; quando decidiu tomar o hábito clerical, estudou teologia e direito canônico e seus pais decidiram mandá-lo para estudar em Roma.
Entrou na prelatura romana como referendário do Tribunal da Assinatura Apostólica de Justiça e da Graça, em 31 de março de 1735. Vice-legado em Ferrara de abril de 1735 a dezembro de 1740; então, voltou para Roma. Eleitor do Supremo Tribunal da Assinatura Apostólica da Graça. Governador de Ascoli, 3 de janeiro de 1741 até 1742. Relator da SC da Sagrada Consulta, 1742-1747. Em 1746, foi nomeado núncio em Florença, mas não pôde exercer esta missão por causa da ruptura das relações diplomáticas entre o Grão-Ducado da Toscana e a Santa Sé, causada pelas divergências surgidas após a decisão do governo grão-ducal de abolir a Inquisição e ignorar os enérgicos protestos do Santo Ofício. Clérigo da Câmara Apostólica, 10 de abril de 1747. Nomeado vigário da patriarcal basílica vaticana pelo cardeal Annibale Albani, arcipreste daquela basílica em maio de 1747. Prelado da SC da Imunidade Eclesiástica em 1748. Superintendente de Collescipoli, 1751-1752. Presidente della Zecca em 1752. Presidente delle Strade, de 1753 a 1759. Secretário da SC dos Bispos e Regulares, setembro de 1759.
Criado cardeal sacerdote no consistório de 18 de julho de 1763; recebeu o chapéu vermelho em 21 de julho de 1763; e o título de S. Giovanni a Porta Latina, 22 de agosto de 1763. Atribuído à SS. CC. dos Bispos e Regulares, Propaganda Fide, Imunidade Eclesiástica, Consistorial e Reverendo Fabrica de São Pedro. Protetor do Pontifício Colégio Greco ; da cidade de Macerata; da cidade e comunidade de Terracina; do território de Monte Lupone; do Monte Prandone; das monjas capuchinhas de Ssma. Conceição de Mântua; da Confraria do Ssmo. Sacramento de Macerata; e co-protetor da província della Marca. Comissário pontifício para a dessecação das lagoas pontinas, 23 de novembro de 1763, sucedendo o falecido cardeal Baldassare Cenci.
Ordenado sacerdote em 17 de dezembro de 1763. Na polêmica política e religiosa em torno da Companhia de Jesus, saiu em defesa dos jesuítas e, em particular, foi o generoso protetor do padre Júlio César Cordara, historiador e literato jesuíta. Participou do conclave de 1769, que elegeu o Papa Clemente XIV; A França apresentou o veto contra a eleição do cardeal Buonaccorsi. Durante o pontificado do Papa Clemente XIV, o Cardeal Buonaccorsi permaneceu completamente na sombra. Abade commendatario de S. Lucia de'Rosari, Bolonha, outubro de 1767. Abade commendatariode S. Antimo, Sabina; e de Ss. Vincenzo ed Anastasio, Roma. Camerlengo do Sacro Colégio dos Cardeais, 27 de janeiro de 1772 até 8 de março de 1773. Prefeito da Economia da SC de Propaganda Fide em 1774?. Participou do conclave de 1774-1775, que elegeu o Papa Pio VI. Sucedeu o cardeal Pietro Girolamo Guglielmi como prefeito da SC da Disciplina dos Regulares em maio de 1775.
Morreu em Roma em 27 de abril de 1776, às 16 horas, de uma febre alta de natureza desconhecida que durou alguns dias, após receber os sacramentos da Igreja. Exposto na igreja picena de S. Maria de Loreto ( Madonna detta de' Marchigiani ), agora igreja de S. Salvatore em Lauro, Roma, onde seu funeral foi celebrado na presença do papa e do Sagrado Colégio dos Cardeais em 29 de abril ; e sepultado naquela mesma igreja, conforme seu testamento. Ele nomeou seu sobrinho mais velho, o conde Filippo Buonaccorsi, seu herdeiro universal.